# ポーランド空軍Tu-154墜落事故

飛行経路

ポーランド空軍Tu-154墜落事故（ポーランドくうぐんTu-154ついらくじこ、ポーランド語: Katastrofa smoleńska）は、2010年4月10日に、ポーランド空軍のTu-154がロシア連邦西方スモレンスク州のスモレンスク北飛行場への着陸進入中に墜落した航空事故である。この事故でポーランドのレフ・カチンスキ大統領夫妻をはじめ、同国の政府と軍の要人を含む乗員乗客96名全員が死亡した。

## 事故当日のポーランド空軍機

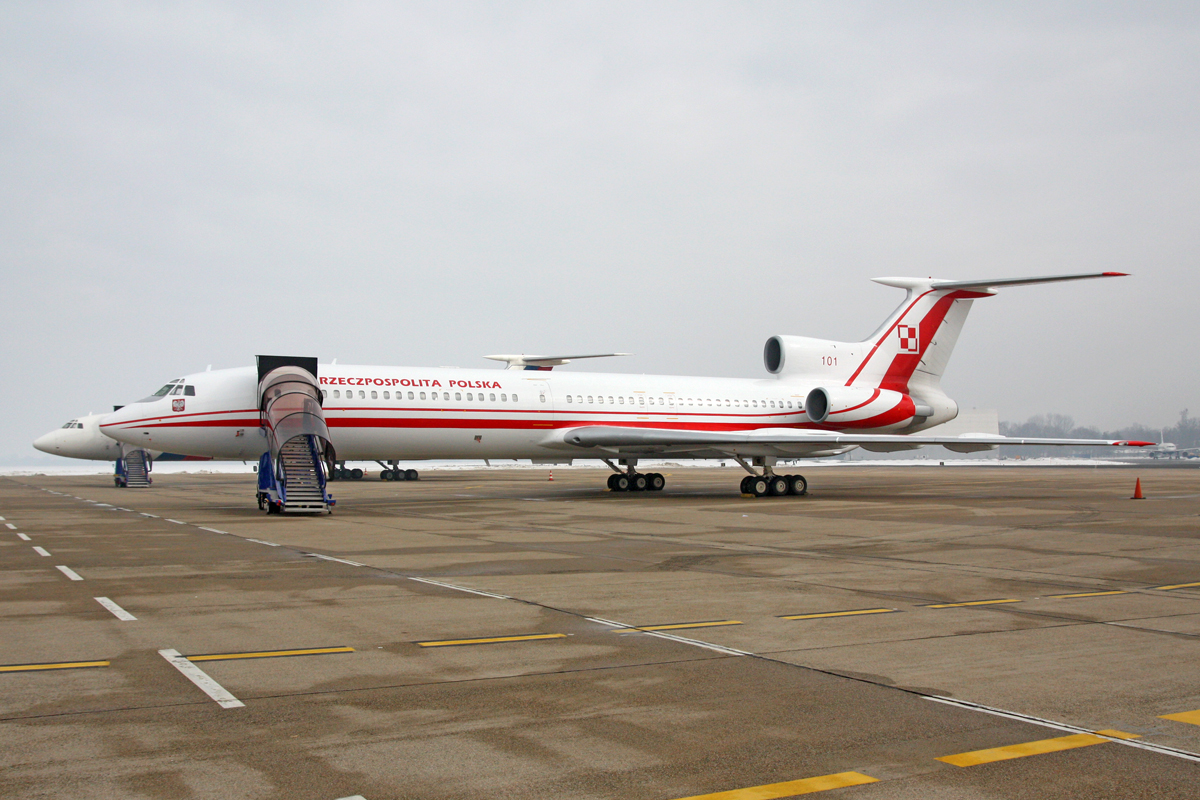
2010年2月に撮影された事故機

- 使用機材：ツポレフTu-154（機体記号：90A837）
  - 第36特殊輸送航空連隊所属
- フライトプラン：ワルシャワ空港発・スモレンスク北飛行場行き
- コールサイン：Poland 101
- コックピットクルー：4名（機長（空軍少佐）・副操縦士（少佐）・航空機関士・航法士）
- 客室乗務員：3名
- 乗客：89名

## 概要
2010年4月10日、ポーランド空軍第36特殊輸送航空連隊所属の大統領特別輸送機Tu-154M 101号機は、ポーランド側主催の「カティンの森事件70周年追悼式典」に出席するポーランド共和国政府訪問団を乗せて、7時23分（中央ヨーロッパ夏時間）にワルシャワのフレデリック・ショパン空港を離陸しスモレンスクへ向かっていた。10時56分（モスクワ夏時間、協定世界時6時56分）ごろ、スモレンスク市の北4キロにあるスモレンスク北飛行場へ着陸進入中に、同飛行場から1.5キロ離れたスモレンスク州スモレンスク地区のペチョルスク村に墜落した。
事故発生時のおよそ1時間前にポーランドの報道陣を乗せたポーランド政府のYak-40 1機が無事に着陸をしたが、その後は霧がさらに濃くなり視界は500メートルとなり滑走路は閉鎖されていた。スモレンスク北飛行場は計器着陸装置（ILS）もなかった。そのため、ロシア当局は専用機にモスクワかミンスクへ着陸地を変更するよう求めたが聞き入れられなかった（2008年の南オセチア紛争時、トビリシの空港に着陸を主張するカチンスキ大統領は、着陸拒絶する政府専用機の機長を解雇すると脅したことがあったといわれる）。また、専用機が飛行場から1.5キロ地点で急激に高度を下げたため、管制官が水平飛行に戻すよう数回にわたって指示したが従わなかったという。4度目の着陸復行を行おうとしたが、その前に主翼が木に接触した。同機は木々に接触し、反転した状態で地面に激突・炎上した。墜落は接触地点から400メートル先だった。

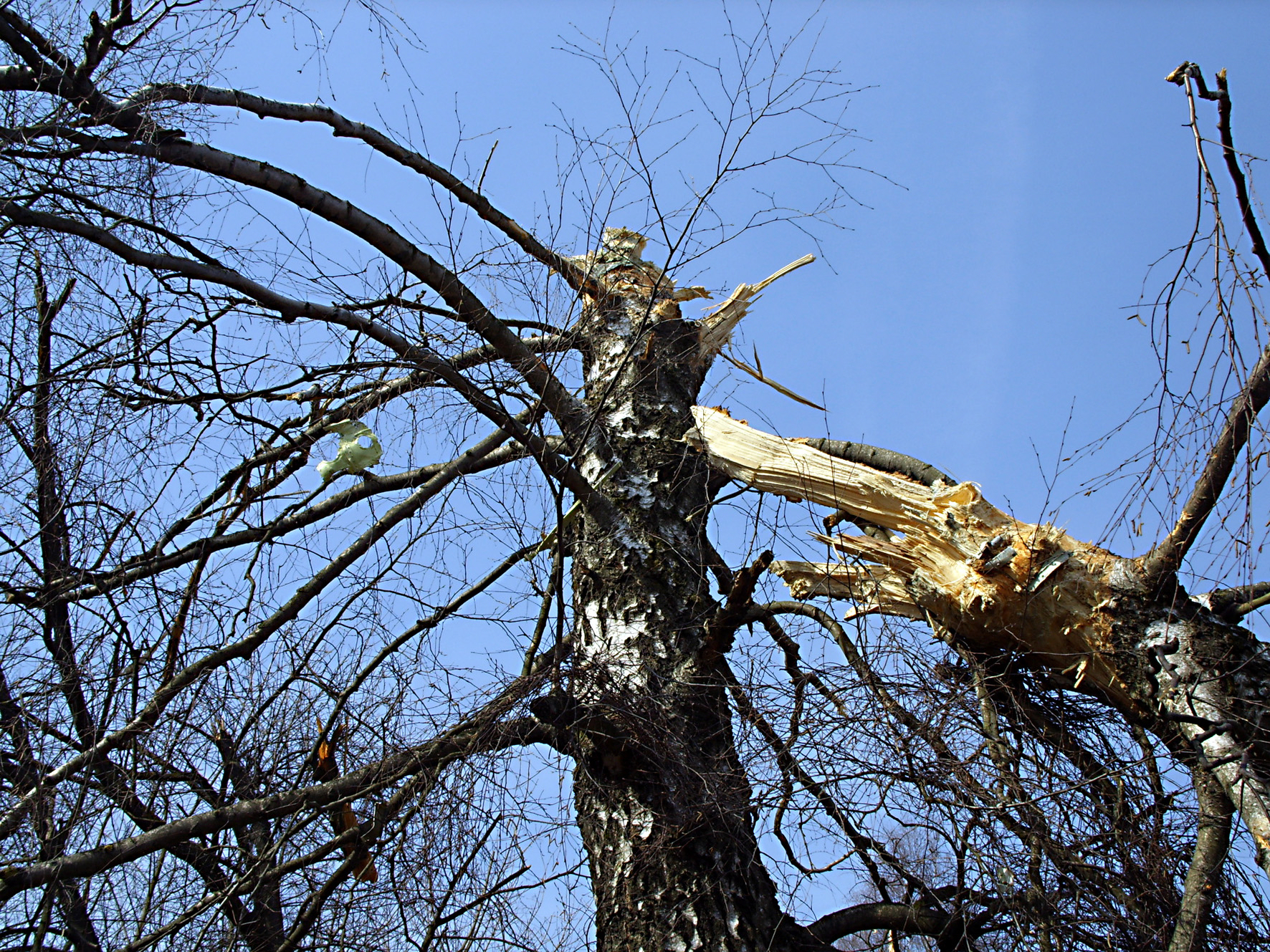
事故機が衝突した木

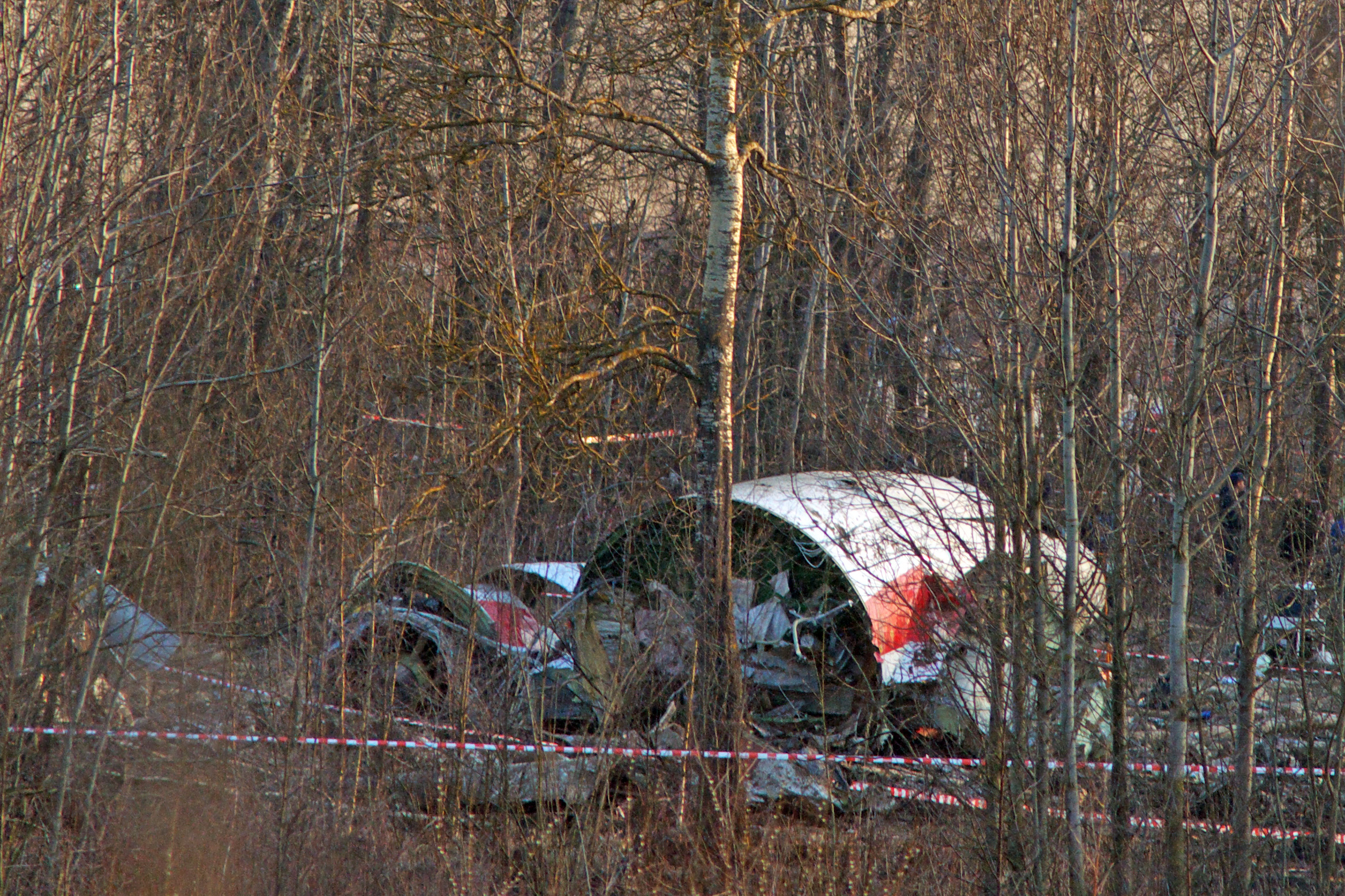
スモレンスクの事故現場

同機にはポーランドのカチンスキ大統領と妻のマリア・カチンスカ、大統領府長官、国務長官、上下院副議長、ポーランド国立銀行総裁、ポーランド軍参謀総長および陸軍・海軍・空軍の三軍の総司令官など、政府や軍の要人を中心とする公式訪問団89名と乗員7名（運行乗務員4名、客室乗務員3名）の計96名が搭乗していたが、この事故で全員が死亡した。大統領補佐官の1人は直前に体調不良から搭乗を見合わせていた。

## 事故機

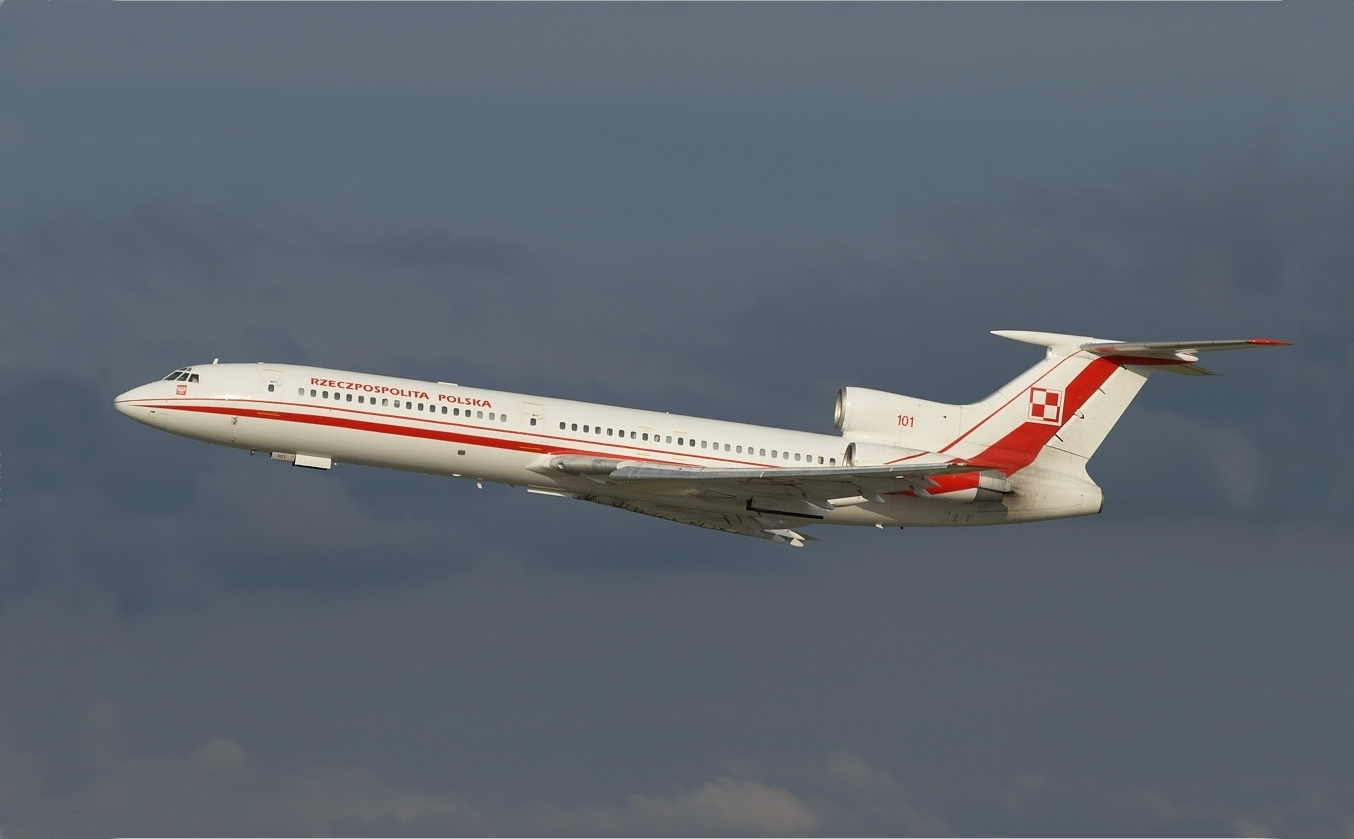
在りし日の事故機（2008年6月撮影）

事故発生当時、ポーランド空軍第36特殊輸送航空連隊には2機のTu-154Mが所属していた。シリアルナンバー101号機（製造番号：90A837）は1990年6月29日にソ連のクイビシェフ第18航空機工場で製造された。以来20年間で3度の改修を受けている。2009年5月よりTu-154Mの耐用期間を5年間または7,500時間延長する改修を順次行っており、101号機は2009年12月21日に改修を終えたばかりだった。この改修から事故前日（2010年4月9日）までの飛行時間は138時間だった。
新機種への更新も検討されていたが、同機を気に入っていたカチンスキ大統領が拒んでいたとする報道がある。一方で、より高い安全技術を装備した新機種への買い替えを見合わせていたのは、国民から行政の無駄遣いだと厳しく批判されるのを恐れていたからだという報道もある。
またカチンスキ大統領は以前、機長に圧力をかけていたといわれ、そのことが事故につながったとする報道もあるが、2011年7月29日、ポーランド政府の調査委員会は会見で「カチンスキ大統領や別の搭乗者が操縦士に着陸を強要したとの証拠はない」と発表した。また同会見では「空港の不完全な設備や、ロシア人管制官による不十分な通信も事故の一因になった」としロシア側の対応を批判した。

## 事故機のCVR※暴言があります。
| 誰が喋ったか | 内容※一部暴言あり、アスタリスクでモザイクがわりにしています。 | 本文                   |
| ------------ | ------------------------------------------------------------- | ---------------------- |
| TAWS         | 前方に地面あり                                                | Terrain,ahead          |
| TAWS         | 前方に地面あり                                                | Terrain,ahead          |
| TAWS         | 引き上げろ                                                    | Pullup                 |
| TAWS         | 引き上げろ                                                    | Pullup                 |
| TAWS         | 引き上げろ                                                    | Pullup                 |
| TAWS         | 引き上げろ                                                    | Pullup                 |
| TAWS         | 前方に地面あり                                                | Terrain,ahead          |
| TAWS         | 前方に地面あり                                                | Terrain, ahead         |
| TAWS         | 引き上げろ                                                    | Pullup                 |
| TAWS         | 引き上げろ                                                    | Pullup                 |
| 乗員         | ゴーアラウンド                                                | go around              |
| TAWS         | 引き上げろ                                                    | Pullup                 |
| 管制         | ホライゾン101...                                              | Horizon 101...         |
| TAWS         | 引き上げろ                                                    | Pullup                 |
| TAWS         | 引き上げろ                                                    | Pullup                 |
| 管制         | 高度制限、ホライゾン？                                        | Heightcontrol,Horizon? |
|              | (Maker作動)                                                   |                        |
| TAWS         | 引き上げろ                                                    | Pullup                 |
| TAWS         | 引き上げろ                                                    | Pullup                 |
| TAWS         | 引き上げろ                                                    | Pullup                 |
|              | (衝突音) (機体の主翼が木に衝突。)                             |                        |
| 乗員         | ク＊っ！！！！                                                | Fu＊king hell!         |
|              | (衝突音)                                                      |                        |
| 乗員         | ク＊がーーーーーー！                                          | Fuuuuuuuuuuuuuuu＊k!!  |
| 乗員         | (絶叫)                                                        |                        |
|              | (CVR終了)                                                     |                        |

## 政治的影響
ポーランド共和国憲法第131条の規定に基づき、事故死したカチンスキ大統領に代わって大統領権限継承順位第1位の下院議長ブロニスワフ・コモロフスキが大統領代行に就任した。6月20日に大統領選挙が実施された結果、コモロフスキが第5代ポーランド大統領に就任した。
事故当日に大統領一行の参加が予定されていた「カティンの森事件」の追悼式典が中止になった。「カティンの森事件」犠牲者追悼式典は、同式典に先立つ同月7日にロシアのウラジーミル・プーチン首相とポーランドのドナルド・トゥスク首相両者出席のもとですでに行われていたが、ロシアのドミートリー・メドヴェージェフ大統領はこれには出席せず、10日のカチンスキ大統領らの出席する式典に参加する予定だった。ポーランド映画『カティンの森』（2007年）を監督した映画監督のアンジェイ・ワイダは7日の式典に参加していた。

## 国際的反応
- 天皇は4月12日、カチンスキ大統領夫妻の死去に際しブロニスワフ・コモロフスキ大統領代行に弔電を打電した[18]。また鳩山由紀夫総理は今回の事故を受けて、外交ルートを通じてポーランドのトゥスク首相に哀悼の意を伝達するとともに[19]、ブロニスワフ・コモロフスキ大統領代行に「心から哀悼の意」を伝える弔電を発した[20]。葬儀に関しては江田五月参議院議長が参加予定だった。

- ロシアのメドヴェージェフ大統領とプーチン首相はポーランドに哀悼の意を表明し、セルゲイ・ショイグ非常事態相とイーゴリ・レヴィチン運輸相を現場に派遣し、プーチン首相をトップとする事故調査委員会を立ち上げた。プーチン首相はすぐさまスモレンスクへ赴き、同じく急遽スモレンスク入りしたポーランドのドナルド・トゥスク首相と落ち合い、トゥスク首相と一緒に調査の報告を受けるとともに今後の対応について直接ロシア語を使って一対一で話し合った。ドイツ語が堪能で、また英語も猛勉強していることで知られるトゥスク首相が公の場で流暢なロシア語を使うのは初めてだった。その後、両首相は現場で献花し、悲しみの中で抱擁する姿が報道された。発見されたフライトレコーダーは、ロシアとポーランド双方の専門家によって開けられて調査された。それによると現在[いつ?]のところ事故機の故障の兆候は発見されていない。犠牲者の遺体はモスクワに運ばれて身元確認を受けたのち、11日にポーランドへ送られた。11日にはアンジェイ・ワイダ監督の映画『カティンの森』がロシア公共テレビの総合チャンネルで全国同時に緊急放映された。映画『カティンの森』の放映は前週のロシア文化テレビ局に引き続き2度目となるが、文化テレビは視聴者が圧倒的に少ないのに対し、ロシア公共テレビはロシア国民のほとんどが日常的に視聴している。モスクワのポーランド共和国大使館前には多くのロシア市民が集まり、献花を行っている。ロシアでは12日に服喪の日を設けることになっており、全国の主要産業は一斉休業となる。
- アメリカ合衆国のバラク・オバマ大統領がカチンスキ大統領と政府要人の死を「ポーランドにとっても、アメリカ合衆国にとっても、そして世界にとって破壊的」と呼び、「本日、重い胸の苦しみがアメリカをかけめぐった。合衆国はポーランド国民との深く恒久的な絆を慈しむ。この絆は我々の信頼の強さ、両国民の友情、我が国をかたちづくることへのポーランド系アメリカ人の特別な貢献を表現するものである」という声明を行ったことをホワイトハウスが発表した[21]。
- イギリスのエリザベス2世女王も「もっとも深き同情」をポーランド国民に送った[22]。イギリスのゴードン・ブラウン首相はカチンスキ大統領の死によって「全世界が衝撃に見舞われるだろう」と発言した[23]。保守党のデイヴィッド・キャメロン党首は「この絶対的に悲劇的ニュース、そしてだれもが最初に考えたことは、絶対的に悲劇的な出来事といえる本件において死去したすべての人々の家族や友人たちとともにあるだろう。私はカチンスキ大統領と面識があり、カチンスキ氏は非常に勇敢であり、ポーランドの愛国者であり、自由のために立ち上がり、共産主義下にあって多大な苦しみを味わったが、つねに自らの信念や自国への偉大な信仰のために立ち上がった人物である。これは多大なる損失であり、この日はポーランドにとって実際非常な暗黒の日であり、この恐ろしき出来事に苦しむすべての人々のことを我々は考えねばならない」という声明を発表した[24]。
- フランスのニコラ・サルコジ大統領は声明のなかで「熱烈な愛国心に突き動かされた男、生涯を自国に捧げた人物」とのカチンスキ大統領への献辞を送った[25]。
- 中国の胡錦濤国家主席は「中華人民共和国国民を代表し、私の名においてカチンスキ大統領閣下ならびにすべての遭難者を深く哀悼し、遭難者の親族およびポーランド人民に心からの慰問を申し上げたいと思います」とコモロフスキ大統領代行に弔電を発した[26]。同国の国務院総理・温家宝首相と外交部・楊潔篪部長もポーランド政府宛に弔電を発した[27]。
- ドイツのアンゲラ・メルケル首相はトゥスク首相に宛てた弔意の書状で、遺憾の意を表明した[28]。ギド・ヴェスターヴェレ副首相兼外相は、カチンスキ大統領は「聡明でエネルギッシュな対話の相手だった。我々はポーランド国民と同じ嘆きを感じている。ヨーロッパが築くことのできたひとつのキャラクターを我々は失ってしまったのだ」と発言した[29]。ジャーナリストによれば、ヴェスターヴェレ副首相兼外相はこの惨事にひどく心を動かされたあまり、自らのスピーチをしばし中断し記者団に対してその死について語ったという[29]。
- 韓国の李明博大統領はカチンスキ大統領らの悲劇的な損失についてトゥスク首相に弔意を表した[30][31]。
- バチカンのタルチジオ・ベルトーネ枢機卿・国務省長官は、コモロフスキ大統領代行に宛てた弔電でローマ教皇ベネディクト16世がポーランド国民に悲しみと連帯を表明したと語った[32]。
- 欧州中央銀行のジャン＝クロード・トリシェ総裁が欧州中央銀行一般理事会、および執行理事会に代わり、そして自らの個人的な範疇で「この恐るべき事故のすべての犠牲者の家族のみなさんに心からの哀悼の意」を表した。トリシェ総裁は自らの気持ちはポーランド国民とともにあるとし、「欧州中央銀行一般理事会は、ポーランド国立銀行のスワヴォミル・スクシペク総裁という名高いメンバーを失ったことに深く遺憾を感じている。われわれは、スクシペクを、よき友人で、一般理事会の仕事に貴重な貢献をした献身的なプロフェッショナルだったと記憶するだろう」と語った[33]。
- 世界銀行 : ロバート・ゼーリック総裁は、ポーランドに対し哀悼の意を表明した[34]。

## ポーランド国内の反応
ポーランド
- ポーランドのトゥスク首相は、事故原因の徹底究明を命じる一方で、緊急閣議を招集した。トゥスク首相は記者会見で「第二次大戦後のポーランドの歴史でもっとも悲劇的な出来事だ」と述べた。大統領代行に就任したコモロフスキ下院議長は7日間の国家服喪を宣言した。カチンスキ大統領の12月の任期満了にともない、次期大統領選は同年秋に行われる予定だったが、突然の死去にともない6月20日に繰り上げて実施された。

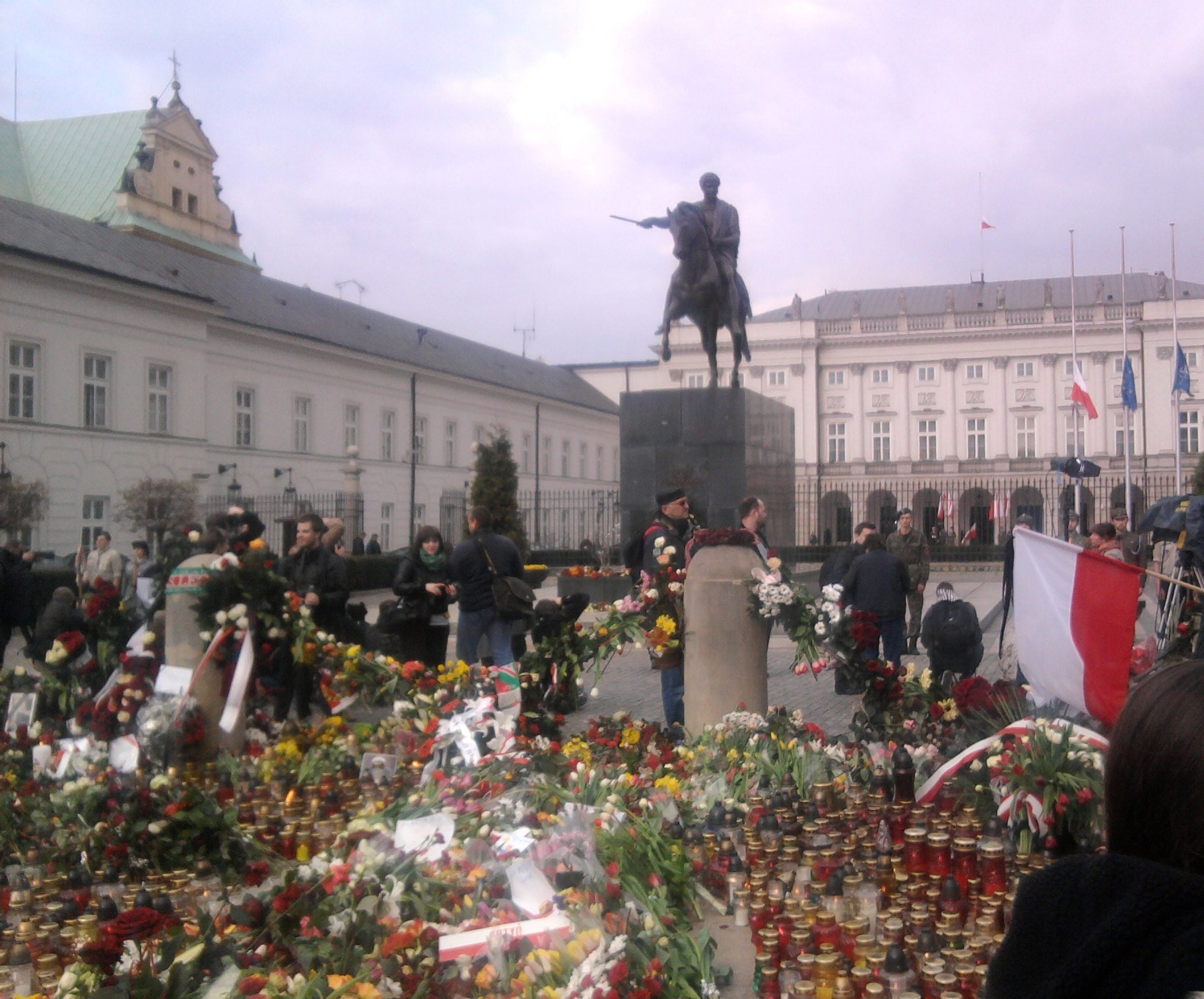
献花・供物をもちよる市民（ワルシャワ）

- ポーランド国内では国民の間に大きな衝撃が広がり、ワルシャワの大統領府には半旗が掲げられ、弔問の花束やろうそくの火を持った大勢の市民が集まったという[35]。
- 共産主義体制時代に自主管理労組「連帯」の仲間としてカチンスキ大統領とともに活動したレフ・ヴァウェンサ（日本では「ワレサ」の読みで知られる）元大統領は事故の一報を聞き「思いもよらない悲劇だ」と絶句したという（AFP通信）。
- 第三共和制のアレクサンデル・クファシニェフスキ第3代大統領は、ポーランドのテレビネットワークTVN24（英語版）に対し「ここは呪われた場所である。背筋がゾッとする。ポーランド第二共和国の最初の花はスモレンスク周辺の森で殺され、そして今、スモレンスクの空港に近づいたときに第三共和制の知的エリートがこの悲劇的な飛行機墜落で死んだ」と語った[36]。
- トゥスク首相は「現代世界は、これほどの規模の悲劇をかつて見たことがない」と表現した[37]。
- レシェック・ミレル（英語版）前首相は自らもヘリコプター事故で在職中に負傷したことがあるが、ポーランドの航空機は交換の必要に迫られていたことで知られる旨を語り、「私はかつて、我々はいつか葬儀で出会うだろう、それが保有機材全体を更新する決断をするときになるだろう、と発言したことがある」と発言した[38]。
- 2010年4月13日、ポーランド政府は4月17日に今般事故犠牲者の国葬をワルシャワ市内で、またカチンスキ大統領夫妻の国葬を4月18日にポーランド南部の都市クラクフで執り行うことを発表した[39]。ところが、事故から4日後にアイスランドで大規模な噴火が発生したため、EU圏内で飛行が禁止されたことを受け、アメリカのオバマ大統領をはじめとした国賓が来訪できない事態となった。
- ポーランドの作曲家であるヤン・ポガニーが追悼曲として『レクイエム』を発表した。

## おもな犠牲者

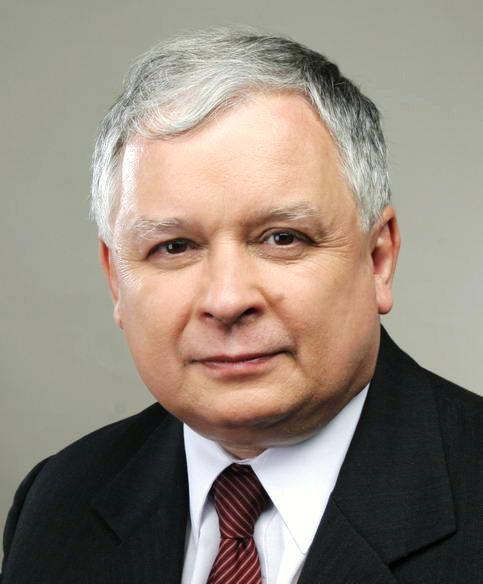
レフ・カチンスキ大統領

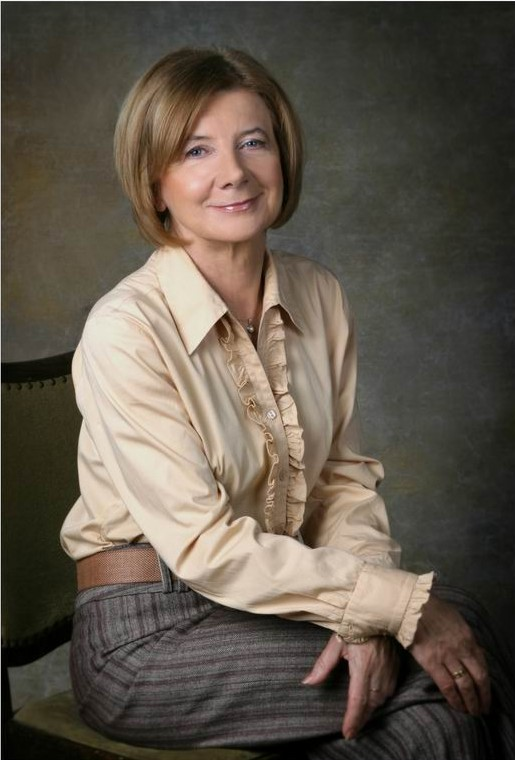
マリア・カチンスカ大統領夫人

同機の乗客名簿による。#議会に関しては特筆以外はすべて議員。

### 大統領・政府要人
- レフ・カチンスキ : ポーランド共和国大統領
- マリア・カチンスカ : カチンスキ大統領の妻
- リシャルト・カチョロフスキ : ポーランド亡命政府元大統領、最後の同政府大統領
- ヴワディスワフ・スタシャク （Władysław Stasiak） :  ポーランド大統領府 （Office of the President of the Republic of Poland）長官
- パヴェウ・ヴィプィフ （Paweł Wypych） : ポーランド大統領府国務長官
- マリウシュ・ハンズリク （Mariusz Handzlik） :  ポーランド大統領府国務次官
- アンジェイ・クレメル （Andrzej Kremer） : ポーランド外務省次官
- トマシュ・メルタ （Tomasz Merta） : ポーランド文化国家遺産省 （Ministry of Culture and National Heritage）次官
- アレクサンデル・シュチグウォ （Aleksander Szczygło） : ポーランド国家安全保障局 （National Security Bureau）局長
- スワヴォミル・スクシペク （Sławomir Skrzypek） : ポーランド国立銀行総裁
- スタニスワフ・コモロフスキ （Stanisław Komorowski）：ポーランド国防省次官

### 軍幹部
- フランチシェク・ゴンゴル陸軍大将（General Franciszek Gągor） : ポーランド軍参謀総長
- タデウシュ・ブク陸軍少将（Major General Tadeusz Buk）：ポーランド陸軍総司令官
- アンジェイ・カルヴェタ海軍中将（Vice Admiral Andrzej Karweta） : ポーランド海軍総司令官
- アンジェイ・ブワシク空軍中将（Lieutenant General Andrzej Błasik）：ポーランド空軍総司令官
- ブロニスワフ・クフャトコフスキ陸軍中将（Lieutenant General Bronisław Kwiatkowski）：ポーランド軍作戦指揮コマンド司令官
- ヴウォジミエシュ・ポタシンスキ少将（Major General Włodzimierz Potasiński）：ポーランド軍特殊部隊司令官
- カジミェシュ・ギラルスキ陸軍准将（Brigadier General Kazimierz Gilarski：ワルシャワ駐屯地司令官

### 議会
- ポーランド共和国下院
  - 市民プラットフォーム（PO）
    - グジェゴシュ・ドルニャク（Grzegorz Dolniak）
    - セバスティアン・カルピニュク（Sebastian Karpiniuk）
    - アルカディウシュ・ルィビツキ（Arkadiusz Rybicki）

  - 法と正義（PiS）
    - クシシュトフ・プトラ（Krzysztof Putra） : 下院副議長
    - グラジナ・ゲンシツカ（Grażyna Gęsicka）
    - アレクサンドラ・ナタリ＝シフィアト（Aleksandra Natalli-Świat）
    - ズビグニェフ・ヴァセルマン（Zbigniew Wassermann）
    - プシェムィスワフ・ゴシェフスキ（Przemysław Gosiewski）

  - 民主左翼連合（SLD）
    - イェジ・シュマイジンスキ（Jerzy Szmajdziński） : 下院副議長、2010年大統領選挙候補
    - イザベラ・ヤルガ＝ノヴァツカ（Izabela Jaruga-Nowacka）
    - ヨランタ・シマネク＝デレシュ（Jolanta Szymanek-Deresz）

  - ポーランド農民党（PSL）
    - レシェク・デプトゥワ（Leszek Deptuła）
    - ヴィエスワフ・ヴォダ（Wiesław Woda）
    - エドヴァルト・ヴォイタス（Edward Wojtas）
- ポーランド共和国上院
  - 市民プラットフォーム（PO）
    - クリスティナ・ボヘネク : 上院副議長

  - 法と正義（PiS）
    - スタニフワフ・ザヨンツ（Stanisław Zając）
    - ヤニナ・フェトリンスカ（Janina Fetlińska）

### 宗教関係者
- ミロン・ホダコフスキ大主教 : 正教会ポーランド陸軍教区裁治権者
- タデウシュ・プウォスキ（Tadeusz Płoski） : ポーランド陸軍カトリック司教

### その他
- ヤヌシュ・コハノフスキ（Janusz Kochanowski） : ポーランドオンブズマン（Polish Ombudsman）
- ヤヌシュ・クルティカ（Janusz Kurtyka） : 歴史家、国家記銘院長
- ピョトル・ヌロフスキ（Piotr Nurowski） : ポーランドオリンピック委員会（Polish Olympic Committee）委員長
- マチェイ・プワジンスキ（Maciej Płażyński） : ポーランドコミュニティ協会（Polish Community Association）代表
- アンジェイ・プシェヴォジニク（Andrzej Przewoźnik） : 闘争殉教地保護評議会（Council for the Protection of Struggle and Martyrdom Sites）事務局長
- ルィシャルト・ルミャネク（Ryszard Rumianek） : ステファン・ヴィシンスキ大学（Cardinal Stefan Wyszyński University）総長
- アンナ・ヴァレンティノヴィチ（Anna Walentynowicz） : 自由貿易組合活動家、独立自主管理労働組合「連帯」執行部
- ヨアンナ・アガツカ＝インデツカ （Joanna Agacka-Indecka） : 弁護士、ポーランド弁護士団理事会（Polish Bar Council）理事長

## 画像

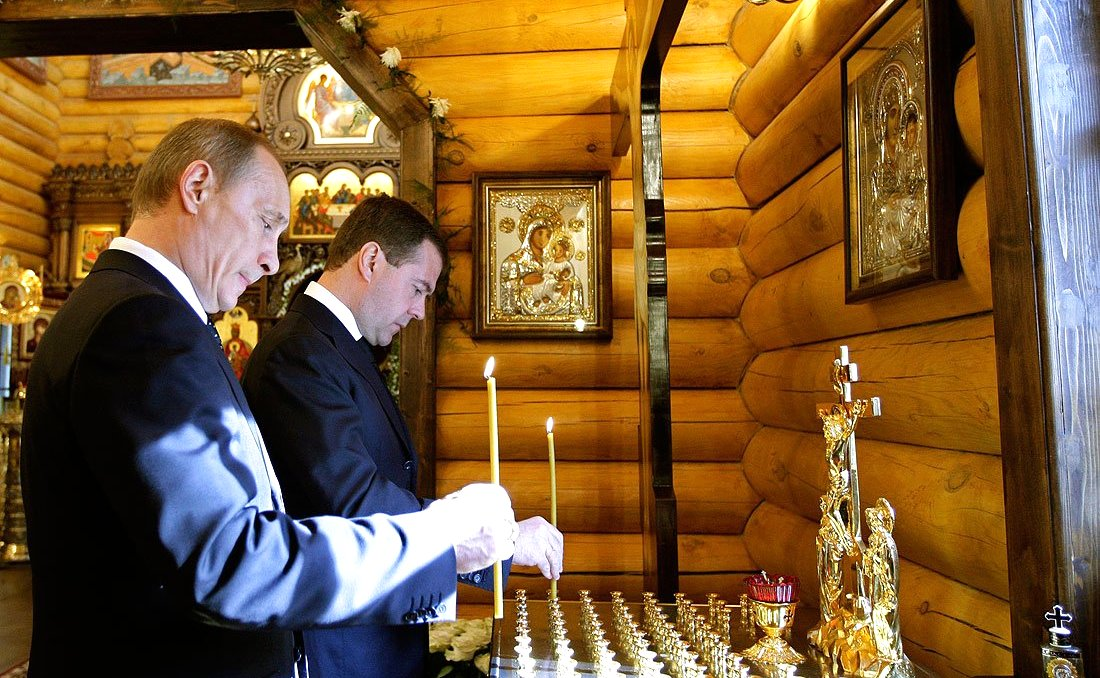
同日、大統領公邸内の聖堂で、パニヒダ台に献灯するメドベージェフ大統領とプーチン首相
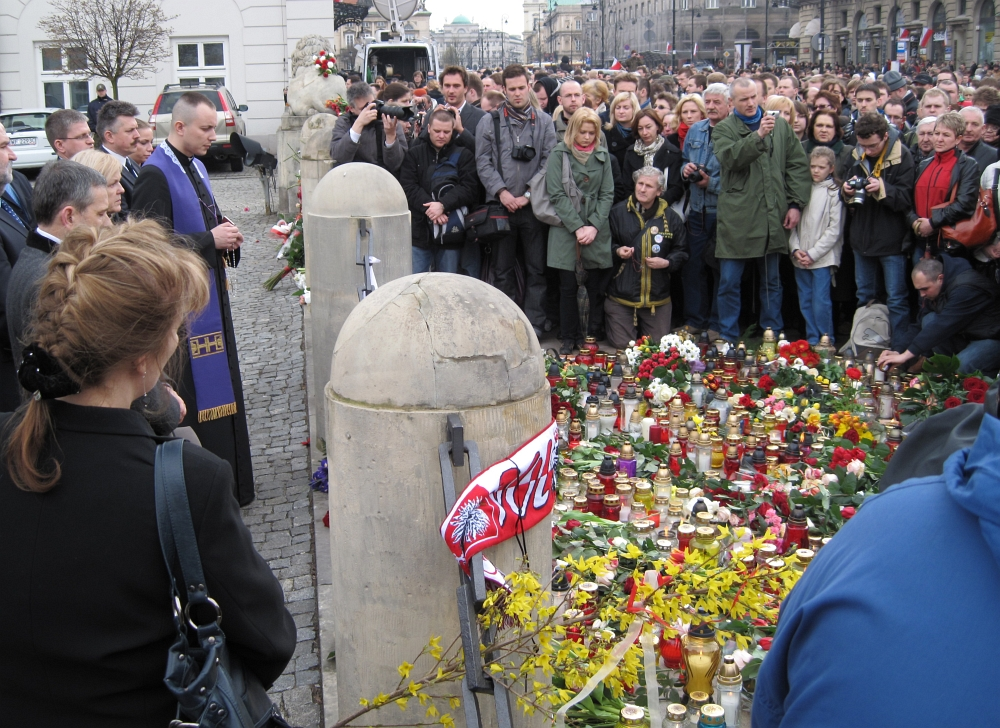
大統領府で献花を行うワルシャワ市民
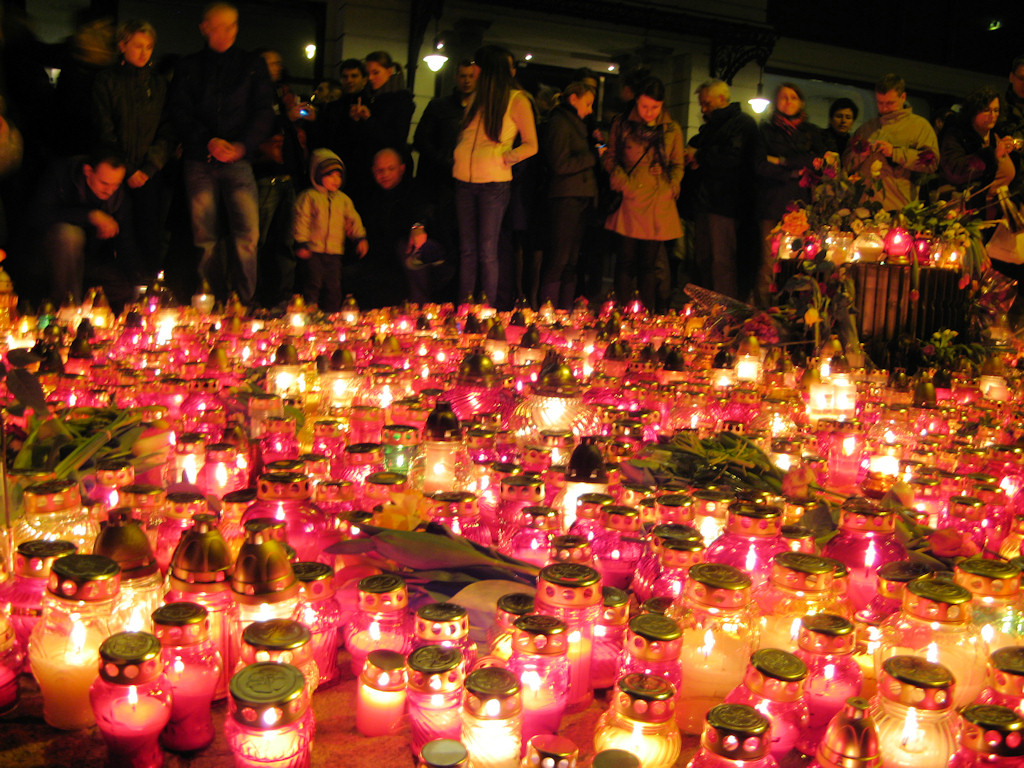
ろうそくの火を灯し犠牲者の死を弔う市民
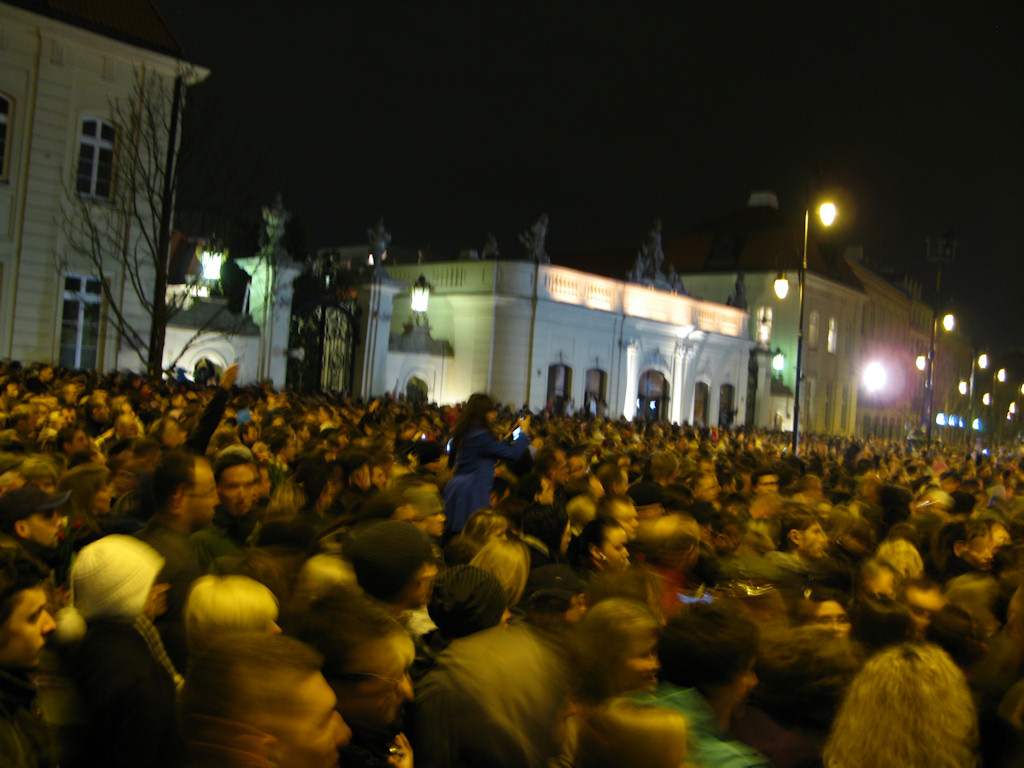
集うワルシャワ市民